# Eutenica
Il termine eutenica corrisponde all'uso impropriamente fatto del termine eugenetica nella cultura popolare.
In Italia, cioè, è la scienza che studia quelle misure di carattere medico e ambientale per migliorare le generazioni future, come: la profilassi, la cura di malattie endemiche, la vaccinazione, la prevenzione, l'igiene, la bonifica, la corretta alimentazione, la cura dell'infanzia e della maternità, insomma, tutto quello che serve a migliorare le condizioni di salute della popolazione presente, condizione fondamentale per influenzare positivamente le generazioni future.
Le scienze in relazione cui viene riferito il concetto sono:
- la profilassi
- la cura di malattie endemiche
- la vaccinazione
- la prevenzione
- l'igiene
- la bonifica
- la corretta alimentazione
- la cura dell'infanzia e della maternità